# Pierre Rioux
Pierre Rioux (* 1. Februar 1962 in Québec City, Québec) ist ein ehemaliger kanadischer Eishockeyspieler, -trainer, -funktionär und -scout, der im Verlauf seiner aktiven Karriere zwischen 1979 und 2000 unter anderem 14 Spiele für die Calgary Flames in der National Hockey League (NHL) sowie 220 weitere für die Düsseldorfer EG und Augsburger Panther in der Deutschen Eishockey Liga (DEL) auf der Position des linken Flügelstürmers bestritten hat.

## Karriere
Rioux spielte drei Jahre bei den Cataractes de Shawinigan in der Ligue de hockey junior majeur du Québec (LHJMQ). In dieser Zeit gewann er bei der Junioren-Weltmeisterschaft 1982 in den Vereinigten Staaten mit dem von Dave King trainierten, kanadischen Team die Goldmedaille. Mit ihm war auch Bruce Eakin im kanadischen Team. 1982 wurde er von den Calgary Flames aus der National Hockey League (NHL) unter Vertrag genommen. Nachdem er die Saison im Farmteam bei den Colorado Flames begonnen hatte, wurde er am 7. Dezember 1982 zum Spiel gegen die Los Angeles Kings in den Kader Calgarys berufen. Bereits nach 2:30 Minuten gelang ihm auf Zuspiel von Kent Nilsson sein erstes und einziges Tor in der NHL. Es folgten zwei Spiele im Januar, bevor er im März für elf Spiele den Sprung ins NHL-Team schaffte. In den ersten beiden bereitete er je ein Tor vor, danach konnte er sich nicht mehr in die Scorerliste eintragen. Die folgenden Jahre kam er nur noch in den verschiedenen Farmteams zum Einsatz, wo er auch wieder auf Eakin traf. Bei den Moncton Golden Flames wurde er in der Saison 1984/85 ins First All-Star Team der American Hockey League (AHL) gewählt.
Zur Saison 1986/87 wechselte er zum Krefelder EV und war mit klarem Abstand bester Scorer der 2. Bundesliga Nord. Zudem konnte er mit dem Team Canada den Spengler Cup 1986 gewinnen. Es folgte ein Wechsel zu Kalevan Pallo in Finnland, wo er erneut an der Seite von Bruce Eakin in der Saison 1987/88 spielte. Es folgten wieder einige Jahre in der 2. Bundesliga in Deutschland. Nach einem Jahr für den EC Ratingen, spielte er vier Spielzeiten für den SV Bayreuth. In der Saison 1993/94 verstärkte er die Düsseldorfer EG und traf dort in seinem zweiten Jahr wieder auf seinen Weggefährten Eakin. Für die Spielzeit 1995/96 schloss er sich dem Heilbronner EC an und konnte dort nach der Entlassung von Sascha Barinew auch erste Erfahrungen als Spielertrainer sammeln.
Die nächste Station war wieder in der Deutschen Eishockey Liga (DEL). Für die Augsburger Panther spielte Rioux drei Spielzeiten und schaffte es in der Saison 1997/98 unter die besten zehn Scorer der Liga. Seine letzte Saison in der DEL waren in der Saison 1999/2000 die Kassel Huskies. Danach kehrte er in seine Heimat Québec zurück und spielte noch unterklassig. Anschließend trainierte er kleinere Mannschaften, war in der Nachwuchsliga LHJMQ bei den Remparts de Québec und Moncton Wildcats als Assistenztrainer aktiv, bevor er von 2009 bis 2015 als Scout für die Toronto Maple Leafs tätig war. Ab 2016 war er erst Assistenztrainer und später Co-General Manager bei den Océanic de Rimouski. 2019 übernahm er bei den Drakkar de Baie-Comeau den Posten des General Managers.

## Erfolge und Auszeichnungen
- 1982 LHJMQ First All-Star Team
- 1984 CHL Second All-Star Team
- 1985 AHL First All-Star Team
- 1986 Spengler-Cup-Gewinn mit dem Team Canada

### International
- 1982 Goldmedaille bei der  Junioren-Weltmeisterschaft